# كيم دونغ-هي
كيم دونغ-هي (هانغل: 김동희) هو لاعب كرة قدم كوري جنوبي في مركز نصف الجناح، ولد في 6 مايو 1989 في كوريا الجنوبية. لعب مع بوهانغ ستيلرز ونادي سونغنام.

## وصلات خارجية
- كيم دونغ-هي على موقع رابطة كرة القدم اليابانية للمحترفين (اليابانية)
- كيم دونغ-هي على موقع دوري كوريا الجنوبية (الإنجليزية)
- كيم دونغ-هي على موقع قاعدة بيانات كرة القدم.إي يو (الإنجليزية)
- كيم دونغ-هي على موقع Soccerway.com (الإنجليزية)